# Fergus Pragnell
Fergus Pragnell (ur. 17 września 1985 w Bellingen) – australijski wioślarz.

## Osiągnięcia
- Mistrzostwa świata U-23 – Amsterdam 2005 – ósemka – 8. miejsce.
- Mistrzostwa świata U-23 – Hazewinkel 2006 – czwórka ze sternikiem – 2. miejsce.
- Mistrzostwa świata – Monachium 2007 – dwójka ze sternikiem – 4. miejsce.
- Mistrzostwa świata – Linz 2008 – dwójka ze sternikiem – 3. miejsce.
- Mistrzostwa świata – Poznań 2009 – ósemka – 7. miejsce.
- Mistrzostwa świata – Amsterdam 2014 – czwórka bez sternika – 2. miejsce